# Richard E. Grant
Richard E. Grant, właśc. Richard Grant Esterhuysen (ur. 5 maja 1957 w Mbabane) – brytyjski aktor, scenarzysta i reżyser.
Laureat Independent Spirit Awards i Nagrody Satelity dla najlepszego aktora drugoplanowego za rolę Jacka Hocka w dramacie kryminalnym Marielle Heller Czy mi kiedyś wybaczysz? (Can You Ever Forgive Me?, 2018), za którą był nominowany do Oscara dla najlepszego aktora drugoplanowego, Złotego Globu, nagrody BAFTA i Nagrody Gildii Aktorów Ekranowych.

## Życiorys

### Wczesne lata
Urodził się i dorastał w Mbabane w Suazi (obecnie Eswatini) w rodzinie wywodzącej się z Anglii, Holandii / Afrykanerzy i Niemiec jako syn Leonne i Henrika Esterhuysena. Wychowywał się z młodszym bratem, Stuartem. Jego ojciec był szefem resortu edukacji z ramienia brytyjskiego rządu Protektorat. Jego rodzice rozwiedli się, gdy Grant miał jedenaście lat; pod wpływem cudzołóstwa matki z najlepszym przyjacielem ojca, którego epizodu Grant był świadkiem. Grant pozostał z ojcem, który został poproszony o pozostanie na stanowisku ministra edukacji po odzyskaniu niepodległości przez Swazi w 1969, ale zaczął nadużywać alkoholu tak bardzo, że kiedyś strzelił z pistoletu w Granta. Jego ojciec w końcu zmarł na raka w 1981 w wieku 51 lat, wkrótce po tym, jak Grant ukończył Waterford Kamhlaba United World College of Southern Africa (WKUWCSA) oraz studia dramatu i języka angielskiego na Uniwersytecie Kapsztadzkim w Południowej Afryce, gdzie był także współzałożycielem grupy teatralnej.

### Kariera
29 kwietnia 1982 przybył do Anglii, aby spróbować swoich sił jako aktor. Po przeprowadzce przyjął pseudonim i zarejestrował się w Equity. Pracował jako kelner w Covent Garden. Następnie rozpoczął pracę w jednym z londyńskich teatrów. Wystąpił w telewizji jako Anton w sitcomie BBC One Słodka szesnastka (Sweet Sixteen, 1983) u boku Victora Spinettiego i satyrze BBC (1986, 1989) z Garym Oldmanem. Na dużym ekranie zadebiutował w tytułowej roli w komediodramacie Bruce’a Robinsona Withnail i ja (Withnail & I, 1987), gdzie wspólnie z Paulem McGannem stworzył duet niespełnionych aktorów uzależnionych od alkoholu, marihuany i LSD.
Grant grywał potem zazwyczaj role drugoplanowe, w tym w melodramacie Martina Scorsese Wiek niewinności (1993) u boku Daniela Daya-Lewisa, Michelle Pfeiffer i Winony Ryder oraz czarnej komedii Roberta Altmana Prêt-à-Porter (1994). Jako Darwin Mayflower w komedii kryminalnej Hudson Hawk (1991) z Bruce’em Willisem był nominowany do Złotej Maliny w kategorii „najgorszy aktor drugoplanowy”. 
W 2009 wziął udział w akcji Międzynarodowej Unii Ochrony Przyrody – ochrony ryb w wodach europejskich.

## Filmografia

### Filmy
- 1987: Withnail i ja (Withnail & I) jako Withnail
- 1989: Czarnoksiężnik (Warlock) jako Giles Redferne
- 1990: Góry Księżycowe (Mountains of the Moon) jako Laurence Oliphant
- 1990: Henry i June (Henry & June) jako Hugo Guiler
- 1991: Hudson Hawk jako Darwin Mayflower
- 1991: Historia z Los Angeles (L.A. Story) jako Roland Mackey
- 1992: Gracz (The Player) jako Tom Oakley
- 1992: Drakula (Bram Stoker's Dracula) jako dr Jack Seward
- 1993: Wiek niewinności (The Age of Innocence) jako Larry Lefferts
- 1994: Prêt-à-Porter jako Cort Romney
- 1995: Młodzi gniewni (Dangerous Minds) jako Durrell Benton
- 1995: Jack i Sarah (Jack and Sarah) jako Jack
- 1996: Portret damy (The Portrait of a Lady) jako lord Warburton
- 1996: Wieczór Trzech Króli (Twelfth Night: Or What You Will) jako sir Andrzej Chudogębka (ang. Sir Andrew Aguecheek)[13]
- 1997: Spice World (Spiceworld: The Movie) jako menedżer Clifford
- 1999: Opowieść wigilijna (A Christmas Carol) jako Bob Cratchit (pracownik, sekretarz Scrooge’a)
- 2000: Wampirek (The Little Vampire) jako Frederick Sackville-Bagg
- 2001: Gosford Park jako George
- 2005: Być jak Stanley Kubrick (Colour Me Kubrick) jako Jasper
- 2006: Penelope jako Franklin Wilhern
- 2008: Mądrość i seks (Filth and Wisdom) jako profesor Flynn
- 2010: Wielka premiera (1st Night) jako Sir Adam Drummond
- 2011: Żelazna Dama (The Iron Lady) jako Michael Heseltine
- 2011: Koszmarny Karolek jako Wil von Wilko
- 2017: Logan: Wolverine (Logan) jako Zander Rice
- 2018: Dziadek do orzechów i cztery królestwa jako Zamroży
- 2019: Gwiezdne wojny: Skywalker. Odrodzenie jako generał Enric Pryde
- 2022: Perswazje (Persuasion) jako sir Walter Elliot

#### Dubbing
- 1995: Pocahontas jako Percy
- 2000: Spotkanie z Jezusem (The Miracle Maker) jako Jan Chrzciciel
- 2005: Gnijąca panna młoda Tima Burtona (Tim Burton's Corpse Bride) jako lord Barkis Bittern
- 2006: Garfield 2 (Garfield: A Tail of Two Kitties) jako Preston
- 2012: Zambezia jako Cecil – marabut afrykański
- 2013: Kumba (Khumba) jako Bradley

### Seriale telewizyjne
- 1995: Absolutnie fantastyczne (Absolutely Fabulous) jako Justin
- 1999: Torcik podano (Let Them Eat Cake) jako Monsieur Vigée-Lebrun
- 2004: Frasier jako Stephen Moon
- 2006: Eskadra nadziei (Above and Beyond) jako Don Bennett
- 2007: Agatha Christie: Panna Marple (Agatha Christie's Marple) jako Raymond West
- 2012–2013: Doktor Who (Doctor Who) jako dr Simeon/Wielka Inteligencja
- 2014: Dziewczyny (Girls) jako Jasper
- 2014: Downton Abbey jako Simon Bricker
- 2021: Loki jako Klasyczny Loki

#### Dubbing
- 1993: Legendy Wyspy Skarbów (The Legends of Treasure Island) jako Long John Silver
- 1997: Kapitan Star (Captain Star) jako kapitan Jim Star